# Johann Feltrup
Johann Anton Jodokus Feltrup (* 10. Februar 1886 in Leer (Ostfriesland); † 1. Juni 1973 in Alfeld (Leine)) war ein deutscher lutherischer Theologe.

## Leben
Feltrup studierte Theologie in Leipzig, wo er Mitglied des Leipziger Wingolf war, und wurde am 3. November 1911 in Hannover ordiniert. Nach einer Tätigkeit als Hilfspfarrer in Hannover wurde er 1913 Pastor in Ockenhausen, 1916 Pastor in Blumenthal, 1920 Studiendirektor des Predigerseminars Erichsburg, 1925 Superintendent in Rotenburg (Wümme) und 1932 Superintendent in Hamburg-Harburg.  Während des Kirchenkampfes 1934 berief Landesbischof August Marahrens Feltrup  zum Bischofsvikar. Im Februar 1935 wies er Feltrup den Bezirk Lüneburg zu. Von 1936 bis 1954 war Feltrup Pastor in Medingen und Landessuperintendent des Sprengels Lüneburg der Evangelisch-lutherischen Landeskirche Hannovers. Am 1. März 1954 trat er in den Ruhestand.

## Veröffentlichung
- Zur Geschichte des Predigerseminars Hannover-Erichsburg. In: Zeitschrift der Gesellschaft für niedersächsische Kirchengeschichte 29/39, 1924–25, S. 1–2

## Archiv
- Nachlass im Landeskirchlichen Archiv Hannover (Bestand N 9)